# Odo van Posen
Odo van Posen ook bekend als Odo van Groot-Polen (circa 1149 - 20 april 1194) was van 1177 tot 1182 hertog van Groot-Polen en Posen en van 1193 tot 1194 hertog van Kalisz. Hij behoorde tot het huis Piasten.

## Levensloop
Hij was de oudste zoon van Mieszko III, hertog van Groot-Polen en vanaf 1173 groothertog van Polen, en diens eerste vrouw Elisabeth van Hongarije. 
Na de dood van zijn moeder hertrouwde zijn vader met Eudoxia van Kiev. Mieszko III bevoordeelde zijn kinderen uit zijn tweede huwelijk en dwong Odo om priester te worden. Op deze manier zou Odo uitgesloten worden van de erfopvolging, maar hij wilde helemaal geen priester worden. 
Hierdoor steunde Odo in 1177 de opstand van de Klein-Poolse adel tegen zijn vader. Deze opstand zou er uiteindelijk toe leiden dat Mieszko III afgezet werd als groothertog van Polen. Nadat zijn oom Casimir II groothertog van Polen was geworden, bood hij Odo het hertogdom Posen aan. Odo wilde echter meer dan het hertogdom Posen en vergrootte zijn grondgebied door het hertogdom Groot-Polen te veroveren. Mieszko III wilde het verlies van het hertogdom Groot-Polen niet laten gebeuren en er kwam een oorlog tussen Odo en zijn vader. Deze oorlog zou tot in 1179 duren, waarna Mieszko III gedwongen werd om af te treden als groothertog van Polen en in ballingschap moest gaan.
In 1181 kwam Mieszko III met een leger uit Pommeren terug naar Polen en slaagde erin om het hertogdom Groot-Polen en het hertogdom Posen te heroveren. In 1182 kwam Mieszko III en Odo vervolgens overeen om Groot-Polen onder elkaar te verdelen, waarbij Odo het deel onder de rivier de Obra kreeg. Ook volgde Odo in 1193 zijn overleden halfbroer Mieszko de Jonge met de toestemming van zijn vader op als hertog van Kalisz.
In april 1194 overleed Odo, waarna hij in de Sint-Petrus-en-Paulusbasiliek van Posen werd begraven. Na zijn dood ging het hertogdom Kalisz naar Mieszko III, terwijl zijn halfbroer Wladislaus Spillebeen het zuidelijke deel van het hertogdom Groot-Polen kreeg.

## Huwelijk en nakomelingen
Rond het jaar 1184 huwde Odo met Wyszeslawa (overleden na 1200), een dochter van prins Jaroslav Osmomysl van Galicië. Ze kregen volgende kinderen:
- Wladislaus Odonic (circa 1190 - 1239), hertog van Groot-Polen en hertog van Kalisz.
- Ryksa (circa 1191 - na 1238)
- Euphrosina (circa 1192/1194 - 1235), huwde rond 1225 met hertog Swantopolk II van Pommeren.